# Ибн Абу Исхак
Абу Бахр Абдуллах ибн Зейд аль-Хадрами, известный как Ибн Абу́ Исха́к (араб. ابن أبي اسحاق الحضرمي‎; ум. 740-е, Басра, совр. Ирак) — один из первых арабских грамматиков, представитель басрийской школы, чтец Корана.

## Биография
Полное имя: Абу Бахр Абдуллах ибн Абу Исхак (Зейд) ибн аль-Харис аль-Хадрами аль-Басри. Где и когда родился Ибн Абу Исхак неизвестно. Был вольноотпущенником (мауля) рода Аль Хадрами. Обучался у Насра ибн Асима и Яхъи ибн Ямура. Юнус ибн Хабиб говорил о нём: «Он (Ибн Абу Исхак) и грамматика — это одно и то же». Его «исключительную» (шадда) чтения Корана продолжило традицию Ибн Аббаса и, в свою очередь, повлияло на чтение Исы ибн Умара ас-Сакафи и Абу Амра ибн аль-Аля. Был объектом язвительные ответных ударов аль-Фараздака, на чьи ошибки он указывал.
По сведениям Али ибн Юсуфа аль-Кифти и др. авторов, Ибн Абу Исхак скончался в 735 году, в возрасте 88 лет. Погребальную молитву над ним совершил Билял ибн Абу Бурда, эмир Басры. По другим источникам, Ибн Абу Исхак умер в 745 или 747 году.
Отец и дед Ибн Абу Исхака были образованными людьми. Его правнук — Якуб ибн Исхак аль-Хадрами является одним из десяти известных чтецов Корана.